# Megalestes micans
Megalestes micans är en trollsländeart som beskrevs av James George Needham 1930. Megalestes micans ingår i släktet Megalestes och familjen Synlestidae. IUCN kategoriserar arten globalt som livskraftig. Inga underarter finns listade i Catalogue of Life.